# 琉神マブヤー5
琉神マブヤー5（りゅうじんマブヤーいちち）は、琉球放送で2015年10月4日から12月26日まで放送された特撮番組。「いちち」とは沖縄方言で「5」を意味する。

## 概要

### 沖縄以外での放送
2016年10月14日からサンテレビにて放送された。

## 関連楽曲

### オープニング
『琉神マブヤー２』
作詞 - 山田優樹
作曲 - 上地正昭
編曲 - 上地正昭
歌- ディアマンテス

## 放送リスト
|          | タイトル                                               | 放送日        |
| 第一話   | ～空手のマブイストーンがデージなってる！～（前編）     | 2015年10月3日 |
| 第二話   | ～空手のマブイストーンがデージなってる！～（後編）     | 10月10日      |
| 第三話   | ～型のマブイストーンがデージなってる！～               | 10月17日      |
| 第四話   | ～組手のマブイストーンがデージなってる！～             | 10月24日      |
| 第五話   | ～黒帯のマブイストーンがデージなってる！～             | 10月31日      |
| 第六話   | ～古武道のマブイストーンがデージなってる！～           | 11月7日       |
| 第七話   | ～かめーかめーのマブイストーンがデージなってる！～     | 11月14日      |
| 第八話   | ～ちゃーがんじゅーのマブイストーンがデージなってる！～ | 11月21日      |
| 第九話   | ～鍛錬のマブイストーンがデージなってる！～             | 11月28日      |
| 第十話   | ～空手に先手なしのマブイストーンがデージなってる！～   | 12月5日       |
| 第十一話 | ～カグラがデージなってる！～【前編】                   | 12月12日      |
| 第十二話 | ～カグラがデージなってる！～【後編】                   | 12月19日      |
| 最終話   | ～やっぱり空手のマブイストーンがデージなってる！～     | 12月26日      |